# Antikkens olympiske lege
 Der er for få eller ingen kildehenvisninger i denne artikel, hvilket er et problem. Du kan hjælpe ved at angive troværdige kilder til de påstande, som fremføres i artiklen.

Antikkens olympiske lege var en sportsbegivenhed, der blev afholdt ved Olympia i antikkens Grækenland hvert fjerde år i en periode på mere end 1.000 år fra 776 f.Kr. frem til år 393. De antikke olympiske lege blev senere inspiration for de moderne olympiske lege, der er blevet afholdt siden 1896.
Fra starten var den eneste konkurrence et løb over ca. 190 meter. Senere kom andre discipliner som brydning, længdespring og hestevæddeløb til. Konkurrencerne var forbeholdt frie mænd, der kunne tale græsk. På trods af det var det stadig en international affære og tiltrak deltagere fra store dele af området omkring Middelhavet og Sortehavet.